# Aleksandr Selichov
Aleksandr Aleksandrovič Selichov (in russo Александр Александрович Селихов?; Orël, 7 aprile 1994) è un calciatore russo, portiere dell'Ural.

## Carriera

### Club

#### Orël
Il 29 maggio 2012, all'età di 18 anni, esordisce con la maglia dell'Orël in occasione della trasferta pareggiata, per 1-1, contro il Kaluga nella Pervenstvo Professional'noj Futbol'noj Ligi. Tale presenza risulterà essere l'unica della sua prima stagione da professionista.
Nella sua seconda stagione disputa 8 partite dove subisce 11 reti. A gennaio 2013 viene ceduto in prestito all'Amkar Perm' militante nella Prem'er-Liga.

#### Amkar Perm'

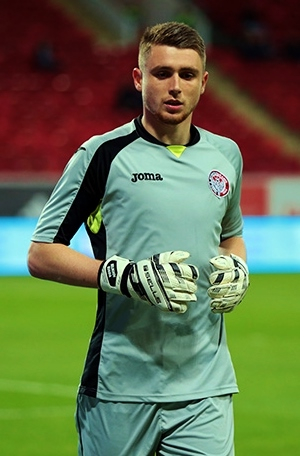
Selichov, nel 2015, con la maglia dell'.

Al termine del prestito, dove non ottiene nessuna presenza, viene ugualmente riscattato dal club con cui esordirà il 28 agosto 2015 in occasione della trasferta persa, per 1-0, contro il Rostov. Conclude la sua prima stagione con un bottino di 26 presenze dove subisce 27 reti.

#### Spartak Mosca
Il 22 novembre 2016 passa a titolo definitivo, per una cifra vicina ai quattro milioni di euro, allo Spartak Mosca con il quale firma un contratto di quattro anni e mezzo. Il 6 maggio 2017 vince il suo primo campionato in carriera poiché la sua nuova squadra vince il suo decimo titolo dopo sedici anni dall'ultima volta. Il 13 maggio successivo arriva l'esordio in occasione della vittoria esterna, per 0-1, contro la sua ex squadra dell'Amkar Perm'. Tale presenza risulta essere l'unica stagionale con la maglia dello Spartak.

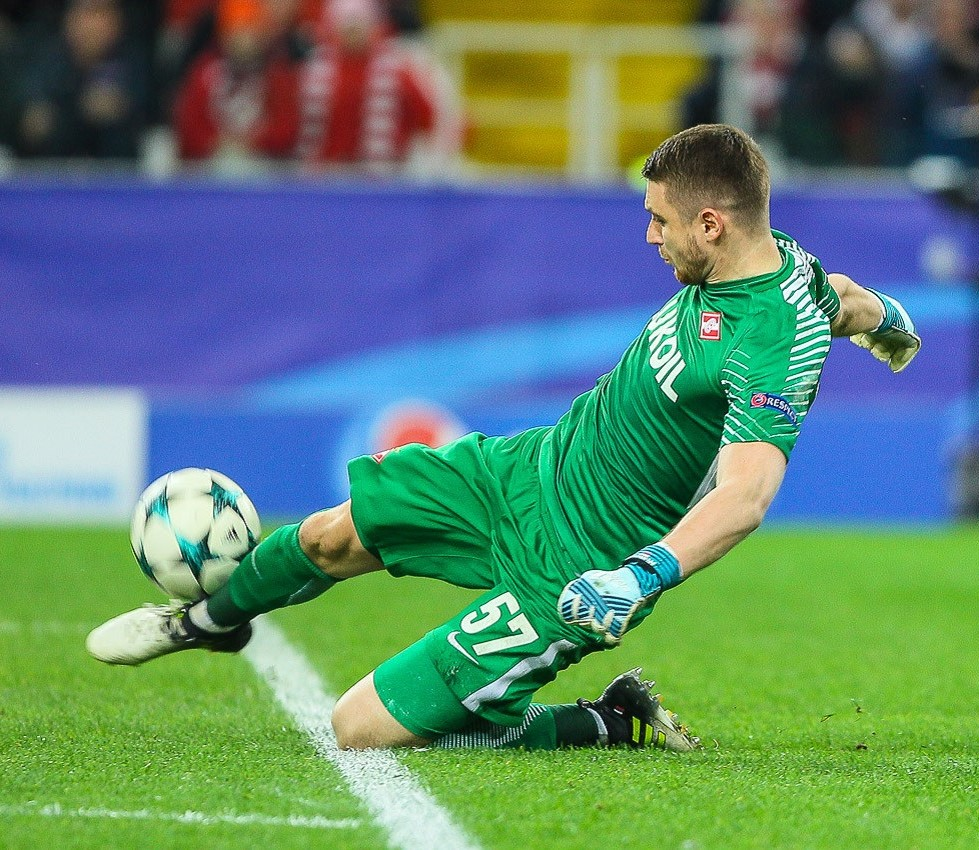
Selichov, nel 2017, con la maglia dello.

Il 14 luglio 2017, seppur non disputando la partita, vince la Supercoppa di Russia poiché la sua squadra si impone, per 2-1, sul Lokomotiv Mosca. Il 26 settembre successivo disputa la sua prima partita di Champions League in occasione del pareggio interno, per 1-1, contro gli inglesi del Liverpool. Conclude la stagione con 30 presenze dove subisce 32 reti.

## Statistiche

### Presenze e reti nei club
Statistiche aggiornate al 4 maggio 2025.
| Stagione               | Squadra                | Campionato             | Campionato | Campionato | Coppe nazionali | Coppe nazionali | Coppe nazionali | Coppe continentali | Coppe continentali | Coppe continentali | Altre coppe | Altre coppe | Altre coppe | Totale | Totale |
| Stagione               | Squadra                | Comp                   | Pres       | Reti       | Comp            | Pres            | Reti            | Comp               | Pres               | Reti               | Comp        | Pres        | Reti        | Pres   | Reti   |
| ---------------------- | ---------------------- | ---------------------- | ---------- | ---------- | --------------- | --------------- | --------------- | ------------------ | ------------------ | ------------------ | ----------- | ----------- | ----------- | ------ | ------ |
| 2011-2012              | Orël                   | 2D                     | 1          | -1         | CR              | 0               | 0               | -                  | -                  | -                  | -           | -           | -           | 1      | -1     |
| 2012-gen. 2013         | Orël                   | 2D                     | 8          | -11        | CR              | 1               | -1              | -                  | -                  | -                  | -           | -           | -           | 9      | -12    |
| Totale Orël            | Totale Orël            | Totale Orël            | 9          | -12        |                 | 1               | -1              |                    | -                  | -                  |             | -           | -           | 10     | -13    |
| gen.-giu. 2013         | Amkar Perm'            | PL                     | 0          | 0          | CR              | 0               | 0               | -                  | -                  | -                  | -           | -           | -           | 0      | 0      |
| 2013-2014              | Amkar Perm'            | PL                     | 0          | 0          | CR              | 0               | 0               | -                  | -                  | -                  | -           | -           | -           | 0      | 0      |
| 2014-2015              | Amkar Perm'            | PL                     | 0          | 0          | CR              | 0               | 0               | -                  | -                  | -                  | -           | -           | -           | 0      | 0      |
| 2015-2016              | Amkar Perm'            | PL                     | 23         | -25        | CR              | 3               | -2              | -                  | -                  | -                  | -           | -           | -           | 26     | -27    |
| 2016-gen. 2017         | Amkar Perm'            | PL                     | 17         | -12        | CR              | 1               | -1              | -                  | -                  | -                  | -           | -           | -           | 18     | -13    |
| Totale Amkar Perm'     | Totale Amkar Perm'     | Totale Amkar Perm'     | 40         | -37        |                 | 4               | -3              |                    | -                  | -                  |             | -           | -           | 44     | -40    |
| gen.-giu. 2017         | Spartak-2 Mosca        | 1D                     | 3          | -2         | -               | -               | -               | -                  | -                  | -                  | -           | -           | -           | 3      | -2     |
| 2017-2018              | Spartak-2 Mosca        | 1D                     | 1          | -2         | -               | -               | -               | -                  | -                  | -                  | -           | -           | -           | 1      | -2     |
| 2020-2021              | Spartak-2 Mosca        | 1D                     | 10         | -14        | -               | -               | -               | -                  | -                  | -                  | -           | -           | -           | 10     | -14    |
| 2021-2022              | Spartak-2 Mosca        | 1D                     | 1          | -1         | -               | -               | -               | -                  | -                  | -                  | -           | -           | -           | 1      | -1     |
| Totale Spartak-2 Mosca | Totale Spartak-2 Mosca | Totale Spartak-2 Mosca | 15         | -19        |                 | -               | -               |                    | -                  | -                  |             | -           | -           | 15     | -19    |
| gen.-giu. 2017         | Spartak Mosca          | PL                     | 1          | 0          | CR              | 0               | 0               | UEL                | 0                  | 0                  | -           | -           | -           | 1      | 0      |
| 2017-2018              | Spartak Mosca          | PL                     | 21         | -18        | CR              | 3               | -2              | UCL+UEL            | 5+1                | -11 + -1           | SR          | 0           | 0           | 30     | -32    |
| 2018-2019              | Spartak Mosca          | PL                     | 5          | -5         | CR              | 1               | -1              | UCL+UEL            | 0                  | 0                  | -           | -           | -           | 6      | -6     |
| 2019-2020              | Spartak Mosca          | PL                     | 0          | 0          | CR              | 0               | 0               | UEL                | 0                  | 0                  | -           | -           | -           | 0      | 0      |
| 2020-2021              | Spartak Mosca          | PL                     | 1          | -1         | CR              | 0               | 0               | -                  | -                  | -                  | -           | -           | -           | 1      | -1     |
| 2021-2022              | Spartak Mosca          | PL                     | 14         | -19        | CR              | 0               | 0               | UCL+UEL            | 0+3                | 0 + -2             | -           | -           | -           | 17     | -21    |
| 2022-2023              | Spartak Mosca          | PL                     | 27         | -34        | CR              | 0               | 0               | -                  | -                  | -                  | SR          | 1           | -4          | 28     | -38    |
| 2023-2024              | Spartak Mosca          | PL                     | 5          | -4         | CR              | 6               | -8              | -                  | -                  | -                  | -           | -           | -           | 11     | -12    |
| 2024-feb. 2025         | Spartak Mosca          | PL                     | 0          | 0          | CR              | 8               | -7              | -                  | -                  | -                  | -           | -           | -           | 8      | -7     |
| Totale Spartak Mosca   | Totale Spartak Mosca   | Totale Spartak Mosca   | 74         | -81        |                 | 18              | -18             |                    | 9                  | -14                |             | 1           | -4          | 102    | -117   |
| feb.-giu. 2025         | Ural                   | 1D                     | 8          | -11        | CR              | 0               | 0               | -                  | -                  | -                  | -           | -           | -           | 8      | -11    |
| Totale carriera        | Totale carriera        | Totale carriera        | 146        | -160       |                 | 23              | -22             |                    | 9                  | -14                |             | 1           | -4          | 179    | -200   |

## Palmarès

### Club

#### Competizioni nazionali
- Campionato russo: 1

Spartak Mosca: 2016-2017
- Supercoppa di Russia: 1

Spartak Mosca: 2017
- Coppa di Russia: 1

Spartak Mosca: 2021-2022